# Tournée de l'équipe d'Australie de cricket en Angleterre en 1948
L'équipe d'Australie de cricket effectue une tournée en Angleterre en 1948. Menés par Donald Bradman, qui dispute à cette occasion ses derniers matchs internationaux, les Australiens sont invaincus au cours des 34 rencontres qu'ils disputent, ce qui leur vaut le surnom d'« Invincibles ». Ils remportent notamment la série des Ashes contre l'équipe d'Angleterre par quatre victoires à zéro après cinq test-matchs.

## Équipe

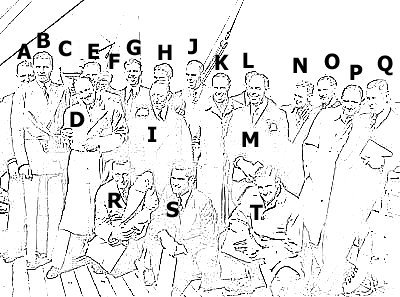
Légende : A. Ray Lindwall, B. Ernie Toshack, D. Don Bradman, E. Sam Loxton, G. Doug Ring, H. Keith Miller, I. Lindsay Hassett, J. Bill Johnston, K. Ian Johnson, L. Don Tallon, M. Keith Johnson, N. Arthur Morris, O. Ron Saggers, P. Sid Barnes, Q. Bill Brown, R. Ron Hamence, S. Neil Harvey, T. Colin McCool

|                 | rôle               |
| --------------- | ------------------ |
| Keith Johnson   | manager            |
| Donald Bradman  | capitaine, batteur |
| Lindsay Hassett | vice-capitaine     |
| Ray Lindwall    |                    |
| Keith Miller    |                    |
| Sam Loxton      |                    |
| Neil Harvey     |                    |
| Bill Brown      |                    |
| Arthur Morris   |                    |
| Don Tallon      | gardien de guichet |
| Sid Barnes      |                    |
| Ian Johnson     |                    |
| Bill Johnston   |                    |
| Ernie Toshack   |                    |
| Doug Ring       |                    |
| Ron Hamence     |                    |
| Colin McCool    |                    |
| Ron Saggers     | gardien de guichet |

## Les matchs joués

### Les Ashes
| Test | Date et lieu                       | 1ers innings                 | 2èmes innings                         | Résultat                                  |
| ---- | ---------------------------------- | ---------------------------- | ------------------------------------- | ----------------------------------------- |
| 1    | 10 - 15 juin Trent Bridge          | Angleterre 165 Australie 509 | Angleterre 441 Australie 98/2         | Australie gagne par 8 wickets             |
| 2    | 24 - 29 juin Lord's Cricket Ground | Australie 350 Angleterre 215 | Australie 460 Angleterre 186          | Australie gagne par 409 runs              |
| 3    | 8 - 13 juillet Old Trafford        | Angleterre 363 Australie 221 | Angleterre 174/3 dec. Australie 92/1  | Draw                                      |
| 4    | 22 - 27 juillet Headingley         | Angleterre 496 Australie 458 | Angleterre 365/8 dec. Australie 404/3 | Australie gagne par 7 wickets             |
| 5    | 14 - 18 août Kennington Oval       | Angleterre 52 Australie 389  | Angleterre 188 Australie 168/2        | Australie gagne par 1 innings et 140 runs |